# Penicillium madriti
Penicillium madriti är en svampart som beskrevs av G. Sm. 1961. Penicillium madriti ingår i släktet Penicillium och familjen Trichocomaceae.   Inga underarter finns listade i Catalogue of Life.